# راگو (غذا)
راگو (به فرانسوی: ragoût) نوعی خورش پرچاشنی فرانسوی است که شباهتی نسبی به تاس‌کباب ایرانی دارد.

## تهیه
روش کلی تهیهٔ راگو شامل پخت آهسته روی حرارت کم است. مواد لازم اصلی زیادی برای آن وجود دارد؛ راگو را می‌توان با گوشت یا بدون آن تهیه کرد، طیف گسترده‌ای از سبزیجات در آن قابل استفاده است و می‌توان به آن چاشنی و ادویهٔ زیادی اضافه کرد.